# 韋爾索 (密蘇里州)
韋爾索（英語：Velsor）是位於美國密蘇里州克里斯蒂安縣的鬼鎮。

## 歷史
韋爾索的郵局於1881年設立，其後於1901年停運。

## 地理
韋爾索所處的海拔為高於海平面407米（即1335英呎），而該地所採用的時區為UTC-6，即北美中部時區（CST）。同時該地設有夏令時間，為UTC-6調快一小時，即UTC-5（CDT）。